# Šašuljica
Šašuljica (milava, lat. Calamagrostis), veliki biljni rod iz porodice travovki. Raširen je po gotovo čitavoj Euroaziji i Sjevernoj Americi, Australiji i dijelovima Afrike i Južne Amerike. U Hrvatskoj raste nekoliko vrsta.

## Vrste
1. Calamagrostis abnormis (Hook.f.) U.Shukla
2. Calamagrostis acuminata (Vickery) Govaerts
3. Calamagrostis × acutiflora (Schrad.) DC.
4. Calamagrostis affinis (M.Gray) Govaerts
5. Calamagrostis ajanensis Kharkev. & Prob.
6. Calamagrostis alajica Litv.
7. Calamagrostis altaica Tzvelev
8. Calamagrostis × amgunensis Prob.
9. Calamagrostis × andrejewii Litv.
10. Calamagrostis angustifolia Kom.
11. Calamagrostis anthoxanthoides (Munro ex Hook.f.) Regel
12. Calamagrostis appressa (Vickery) Govaerts
13. Calamagrostis archboldii Hitchc.
14. Calamagrostis arenaria (L.) Roth
15. Calamagrostis arundinacea (L.) Roth
16. Calamagrostis atjehensis Ohwi
17. Calamagrostis australis (Moritzi) Buse
18. Calamagrostis austrodensa Govaerts
19. Calamagrostis austroscaberula Govaerts
20. Calamagrostis autumnalis Koidz.
21. Calamagrostis avenoides (Hook.f.) Cockayne
22. Calamagrostis × badzhalensis Prob.
23. Calamagrostis balkharica P.A.Smirn.
24. Calamagrostis × baltica (Flüggé ex Schrad.) Trin.
25. Calamagrostis benthamiana (Vickery) Govaerts
26. Calamagrostis × bihariensis Simonk.
27. Calamagrostis bogotensis (Pilg.) Pilg.
28. Calamagrostis bolanderi Thurb.
29. Calamagrostis borii Tzvelev
30. Calamagrostis brachyathera (Stapf) Govaerts
31. Calamagrostis brassii Hitchc.
32. Calamagrostis breviglumis (Benth.) Hack. ex Maiden & Betche
33. Calamagrostis breviligulata (Fernald) Saarela
34. Calamagrostis breweri Thurb.
35. Calamagrostis burejensis Prob. & Barkalov
36. Calamagrostis cainii Hitchc.
37. Calamagrostis canadensis (Michx.) P.Beauv.
38. Calamagrostis canescens (Weber) Roth
39. Calamagrostis carchiensis Laegaard
40. Calamagrostis carinata (Vickery) Govaerts
41. Calamagrostis caucasica Trin.
42. Calamagrostis chalybaea (Laest.) Fr.
43. Calamagrostis chaseae Luces
44. Calamagrostis cleefii Escalona
45. Calamagrostis conferta (Keng) P.C.Kuo & S.L.Lu
46. Calamagrostis crassiuscula (Vickery) Govaerts
47. Calamagrostis curtoides (Rúgolo & Villav.) Govaerts
48. Calamagrostis × czerepanovii Husseinov
49. Calamagrostis debilis Hook.f.
50. Calamagrostis decipiens (R.Br.) Govaerts
51. Calamagrostis decora Hook.f.
52. Calamagrostis deschampsiiformis C.E.Hubb.
53. Calamagrostis deschampsioides Trin.
54. Calamagrostis diemii (Rúgolo) Soreng
55. Calamagrostis diffusa (Keng) Keng f.
56. Calamagrostis dmitrievae Tzvelev
57. Calamagrostis don-hensonii (Reznicek & Judz.) Saarela
58. Calamagrostis drummondii (Steud.) Govaerts
59. Calamagrostis effusiflora (Rendle) P.C.Kuo & S.L.Lu ex J.L.Yang
60. Calamagrostis elatior (Griseb.) A.Camus
61. Calamagrostis emodensis Griseb.
62. Calamagrostis epigejos (L.) Roth
63. Calamagrostis expansa (Munro ex Hillebr.) Hitchc.
64. Calamagrostis extremiorientalis (Tzvelev) Prob.
65. Calamagrostis fauriei Hack.
66. Calamagrostis filifolia Merr.
67. Calamagrostis filiformis Griseb.
68. Calamagrostis × filipes (Keng) P.C.Kuo & S.L.Lu ex J.L.Yang
69. Calamagrostis flaccida Keng f.
70. Calamagrostis foliosa Kearney
71. Calamagrostis frigida (Benth.) Maiden & Betche
72. Calamagrostis fulgida Laegaard
73. Calamagrostis gamblei Paszko
74. Calamagrostis gaoligongensis (Paszko) Paszko
75. Calamagrostis gigas Takeda
76. Calamagrostis × gracilescens (Blytt) Blytt
77. Calamagrostis griffithii (Bor) G.Singh
78. Calamagrostis guamanensis Escalona
79. Calamagrostis guatemalensis Hitchc.
80. Calamagrostis gunniana (Nees) Reeder
81. Calamagrostis hakonensis Franch. & Sav.
82. Calamagrostis × hartmaniana Fr.
83. Calamagrostis × haussknechtiana Torges
84. Calamagrostis hedbergii Melderis
85. Calamagrostis hillebrandii (Munro ex Hillebr.) Hitchc.
86. Calamagrostis himalaica (L.Liu ex Wen L.Chen) Paszko
87. Calamagrostis holciformis Jaub. & Spach
88. Calamagrostis holmii Lange
89. Calamagrostis hongii Paszko & Bing Liu
90. Calamagrostis howellii Vasey
91. Calamagrostis imbricata (Vickery) Govaerts
92. Calamagrostis inaequalis (Vickery) Govaerts
93. Calamagrostis × indagata Torges & Hausskn.
94. Calamagrostis inexpansa A.Gray
95. Calamagrostis insperata Swallen
96. Calamagrostis kalarica Tzvelev
97. Calamagrostis koelerioides Vasey
98. Calamagrostis kokonorica Keng ex Tzvelev
99. Calamagrostis × kolymaensis Kom.
100. Calamagrostis korotkyi Litv.
101. Calamagrostis korshinskyi Litv.
102. Calamagrostis × kotulae Zapal.
103. Calamagrostis kozhevnikovii Prob. & Prokop.
104. Calamagrostis × kuznetzovii Tzvelev
105. Calamagrostis lahulensis G.Singh
106. Calamagrostis lapponica (Wahlenb.) Hartm.
107. Calamagrostis lawrencei (Vickery) Govaerts
108. Calamagrostis leonardii Chase
109. Calamagrostis ligulata (Kunth) Hitchc.
110. Calamagrostis linifolia Govaerts
111. Calamagrostis llanganatensis Laegaard
112. Calamagrostis longiseta Hack.
113. Calamagrostis macilenta (Griseb.) Litv.
114. Calamagrostis macrolepis Litv.
115. Calamagrostis matsumurae Maxim.
116. Calamagrostis mckiei (Vickery) Govaerts
117. Calamagrostis meridensis (Luces) Briceño
118. Calamagrostis mesathera (Stapf ex Vickery) Govaerts
119. Calamagrostis microseta (Vickery) Govaerts
120. Calamagrostis minarovii Hüseyin
121. Calamagrostis minor (Benth.) J.M.Black
122. Calamagrostis montanensis (Scribn.) Scribn. ex Vasey
123. Calamagrostis moupinensis Franch.
124. Calamagrostis muiriana B.L.Wilson & Sami Gray
125. Calamagrostis munroi Boiss.
126. Calamagrostis nagarum (Bor) G.Singh
127. Calamagrostis neocontracta Govaerts
128. Calamagrostis niitakayamensis Honda
129. Calamagrostis ningxiaensis D.Z.Ma & J.N.Li
130. Calamagrostis nivicola (Hook.f.) Hand.-Mazz.
131. Calamagrostis nudiflora (Vickery) Govaerts
132. Calamagrostis nutkaensis (J.Presl) Steud.
133. Calamagrostis nyingchiensis (P.C.Kuo & S.L.Lu) Paszko
134. Calamagrostis obtusata Trin.
135. Calamagrostis ophitidis (J.T.Howell) Nygren
136. Calamagrostis × paradoxa Lipsky
137. Calamagrostis parsana (Bor) M.Dogan
138. Calamagrostis parviseta (Vickery) Reeder
139. Calamagrostis pavlovii Roshev.
140. Calamagrostis perplexa Scribn.
141. Calamagrostis pickeringii A.Gray
142. Calamagrostis pinetorum Swallen
143. Calamagrostis pisinna Swallen
144. Calamagrostis × ponojensis Montell
145. Calamagrostis porteri A.Gray
146. Calamagrostis × prahliana Torges
147. Calamagrostis przevalskyi Tzvelev
148. Calamagrostis × pseudodeschampsioides Tzvelev
149. Calamagrostis pseudophragmites (Haller f.) Koeler
150. Calamagrostis pungens Tovar
151. Calamagrostis purpurascens R.Br.
152. Calamagrostis purpurea (Trin.) Trin.
153. Calamagrostis pusilla Reeder
154. Calamagrostis quadriseta (Labill.) Spreng.
155. Calamagrostis ramonae Escalona
156. Calamagrostis reflexa (Vickery) Govaerts
157. Calamagrostis × rigens Fr.
158. Calamagrostis rodwayi (Vickery) Govaerts
159. Calamagrostis rubescens Buckley
160. Calamagrostis sachalinensis F.Schmidt
161. Calamagrostis sajanensis Malyschev
162. Calamagrostis salina Tzvelev
163. Calamagrostis scabrescens Griseb.
164. Calamagrostis scabriflora Swallen
165. Calamagrostis schmidtiana Tzvelev & Prob.
166. Calamagrostis sclerophylla (Stapf) Hitchc.
167. Calamagrostis scopulorum M.E.Jones
168. Calamagrostis scotica (Druce) Druce
169. Calamagrostis sesquiflora (Trin.) Tzvelev
170. Calamagrostis sichotensis Tzvelev & Prob.
171. Calamagrostis sichuanensis J.L.Yang
172. Calamagrostis sinelatior (Keng f.) P.C.Kuo & S.L.Lu ex J.L.Yang
173. Calamagrostis sorengii (Paszko & W.L.Chen) Paszko
174. Calamagrostis spruceana (Wedd.) Hack. ex Sodiro
175. Calamagrostis srilankensis Davidse
176. Calamagrostis staintonii G.Singh
177. Calamagrostis stenophylla Hand.-Mazz.
178. Calamagrostis stolizkae Hook.f.
179. Calamagrostis stricta (Timm) Koeler
180. Calamagrostis × strigosa (Wahlenb.) Hartm.
181. Calamagrostis subacrochaeta Nakai
182. Calamagrostis × subchalybaea Tzvelev
183. Calamagrostis × subepigeios Tzvelev
184. Calamagrostis × submonticola Prob.
185. Calamagrostis × subneglecta Tzvelev
186. Calamagrostis suka Speg.
187. Calamagrostis tacomensis K.L.Marr & Hebda
188. Calamagrostis tashiroi Ohwi
189. Calamagrostis × tatianae Prob.
190. Calamagrostis teberdensis Litv.
191. Calamagrostis tianschanica Rupr.
192. Calamagrostis tibetica (Bor) Tzvelev
193. Calamagrostis × torgesiana Hausskn.
194. Calamagrostis tripilifera Hook.f.
195. Calamagrostis turkestanica Hack.
196. Calamagrostis tzvelevii Hüseyin
197. Calamagrostis × uralensis Litv.
198. Calamagrostis × ussuriensis Tzvelev
199. Calamagrostis utsutsuensis Otting & B.L.Wilson
200. Calamagrostis varia (Schrad.) Host
201. Calamagrostis × vassiljevii Tzvelev
202. Calamagrostis veresczaginii Zolot.
203. Calamagrostis villosa (Chaix) J.F.Gmel.
204. Calamagrostis × wirtgeniana Hausskn.
205. Calamagrostis yanyuanensis J.L.Yang
206. Calamagrostis youngii (Hook.f.) Buchanan
207. Calamagrostis zejensis Prob.
208. Calamagrostis × zerninensis Lüderw.

## Sinonimi
- × Ammocalamagrostis P.Fourn.
- Ammophila Host
- Ancistrochloa Honda
- Anisachne Keng
- Athernotus Dulac
- × Calammophila Brand
- × Calammophila Brand ex Rauschert
- × Calamophila O.Schwarz
- Chamaecalamus Meyen
- Deyeuxia Clarion ex P.Beauv.
- Psamma P.Beauv.
- Sclerodeyeuxia Pilg.
- Stilpnophleum Nevski
- Stylagrostis Mez